# لورا فورد
لورا فورد (بالإنجليزية: Laura Ford)‏ هي نحّاتة بريطانية، ولدت في 1961 في كارديف في المملكة المتحدة.